# Vinzenz Jobst
Vinzenz Jobst (* 1949 in Klagenfurt, Kärnten) ist ein österreichischer Schriftsteller.

## Leben
Vinzenz Jobst erlernte beim Druckhaus Carinthia den Beruf des Schriftsetzers und war als Betriebsrat maßgeblich an der Regulierung des Strukturwandels im Printmedienbereich beteiligt, wurde danach Mitarbeiter, Betriebsratsvorsitzender und leitender Sekretär der Arbeiterkammer in Kärnten. Gemeinsam mit Franz Kottek gründete er das Archiv der Kärntner Arbeiterbewegung und wurde Gründungsvorsitzender der Erinnerungsplattform Memorial Kärnten-Koroška (2000–2010). Er war zudem Landesbildungsvorsitzender des ÖGB.
In seinen Veröffentlichungen beschäftigt sich Jobst insbesondere mit Themen zur Sozial- und Regionalgeschichte Kärntens, Biografien, Anthologien, Essays, Abhandlungen zur NS-Verfolgung und Rehabilitierung von NS-Opfern als Beiträge zur Gedenk- und Erinnerungskultur.

## Auszeichnungen (Auswahl)
- 2001: Verleihung des Berufstitels „Professor“[6]
- 2007: Otto-Bauer-Plakette für den besonderen Einsatz gegen Faschismus, Rechtsextremismus und Antisemitismus.[7]
- 2016: Großes Goldenes Ehrenzeichen des Landes Kärnten[8]
- 2017: Silbernes Ehrenzeichen für Verdienste um die Republik Österreich[9]
- 2017: Goldene Medaille der Landeshauptstadt Klagenfurt[1]
- 2022: Ludwig-Steiner-Medaille der ÖVP-Kameradschaft der politisch Verfolgten für Verdienste um die Gedenk- und Erinnerungsarbeit an die Opfer des NS-Regimes[10]

## Publikationen (Auswahl)

### Als Autor
- Arbeitswelt und Alltag. Ein sozialgeschichtliches Lesebuch. KDV-GesmbH, Klagenfurt 1985, ISBN 3-85391-057-2.
- Georg Bucher. Volksbildner, Schauspieler, Unterhalter. Klagenfurt 1987 (igka.at [PDF; 6,5 MB])
- Arbeiterkammer Kärnten 1922–1992. Hrsg.: Kammer für Arbeiter und Angestellte Kärnten. Klagenfurt 1992.
- Der ÖGB in Kärnten 1945–1995. Klagenfurt 1995.
- Marie Tusch. Lebensbild einer Tabakarbeiterin. Klagenfurt 1999 (igka.at [PDF; 5,7 MB]).
- Anton Uran: verfolgt – vergessen – hingerichtet/persecuted – forgotten – executed. Kitab, Klagenfurt 2011, ISBN 978-3-902585-62-2.
- Guttenbrunner. Rebellion und Poesie. Kitab, Klagenfurt 2012, ISBN 978-3-902585-86-8.
- Buchdruck und Geisteskultur im Jahrhundert der Reformation. In: Wilhelm Wadl (Hrsg.): Glaubwürdig bleiben. 500 Jahre protestantisches Abenteuer. Verlag Geschichtsverein für Kärnten, Klagenfurt 2011, ISBN 978-3-85454-121-9, S. 154–180.
- Mittler zum sozialen Frieden. Die Arbeiterkammer Kärnten zwischen Kriegsende, Staatsvertrag und demokratischer Normalisierung (1945–1965). In: Johannes Grabmayer (Hrsg.): Gemeinsam für Kärnten arbeiten. ÖGB Verlag, Wien 2012, ISBN 978-3-7035-1541-5, S. 128–171 (igka.at [PDF; 7,6 MB]).
- Lona Sablatnig. Eine stille Volksbildnerin der Kärntner Arbeiterinnenbewegung. In: Ilse Korotin, Edith Stumpf-Fischer (Hrsg.): Bibliothekarinnen in und aus Österreich. Der Weg zur beruflichen Gleichstellung. Praesens, Wien 2019, ISBN 978-3-7069-1046-0, S. 206–248.

### Als Herausgeber
- Hans Ciesciutti: Robinsonade. Variationen einer Flaschenpost. Röschnar, Klagenfurt 1986, ISBN 3-900735-00-X.
- 50 Jahre Österreichischer Staatsvertrag 1955–2005, Nachkriegsalltag in Kärnten 1945–1955. Begleitband zur Ausstellung im Kärntner Landesarchiv, Klagenfurt 2005, OCLC 451507974.
- Brücken zwischen Drau und Save. Mostovi med Dravo in Savo. Wieser, Klagenfurt/Celovec 2006, ISBN 3-85129-606-0 (deutsch, slowenisch).
- Der Vierbergelauf (= Europa erlesen). Wieser, Klagenfurt 2003, ISBN 3-85129-410-6.
- Klagenfurt = Celovec (= Europa erlesen). Wieser, Klagenfurt 2006, ISBN 3-85129-564-1.
- Villach/Beljak (= Europa erlesen). Wieser, Klagenfurt 2014, ISBN 978-3-99029-074-3.
- (mit Wilhelm Baum [u. a.]:) Das Buch der Namen. Die Opfer des Nationalsozialismus in Kärnten. Kitab, Klagenfurt/Wien 2010, ISBN 978-3-902585-53-0.
- Mit dem Tode bestraft – für immer ehrlos? Opfer der NS-Justiz am Landgericht Klagenfurt. Gedenken und Rehabilitierung. Kitab, Klagenfurt 2013, ISBN 978-3-902878-24-3.
- (mit Georg Steiner:) Erzähl mal… Lebensgeschichten. Arbeitswelt und Alltag in Kärnten seit 1945: Klagenfurt 2015. ÖGB-Verlag, Wien 2015, ISBN 978-3-99046-145-7.